# Isla Pucú
Isla Pucú è un centro abitato del Paraguay, situato nel Dipartimento di Cordillera, a 84 km dalla capitale del paese, Asunción. Forma uno dei 20 distretti in cui è diviso il dipartimento.

## Popolazione
Al censimento del 2002 la località contava una popolazione urbana di 1.561 abitanti (6.643 nel distretto).

## Storia
Anticamente conosciuta come Ka'aguy Juru o Ka'aguy Rokê, nomi che in lingua guaraní significano rispettivamente “entrata del bosco” e “porta del bosco”, la località fu elevata al rango di distretto il 17 maggio del 1951.

## Economia
La principale attività economica ad Isla Pucú è l'agricoltura: vi si coltivano principalmente banane, manioca e tabacco.